# عمى ألوان (مسلسل)
عمى ألوان، مسلسل إماراتي. من إنتاج تلفزيون أبو ظبي بعام 2002 وشارك فيه الكثير من الفنانين.

## طاقم العمل

### بطولة
- غانم السليطي.
- سميرة أحمد.
- جابر نغموش.
- طارق العلي.
- فاطمة الحوسني.
- شيماء سبت.
- مروان عبد الله.
- محمد الجناحي
- ميمونة البلوشي.

## وصلات خارجية
- مقطع فيديو لمسلسل عمى ألوان على يوتيوب